# Pasirkareumbi
Pasirkareumbi is een bestuurslaag in het regentschap Subang van de provincie West-Java, Indonesië. Pasirkareumbi telt 14.709 inwoners (volkstelling 2010).